# Robert Bouchard (linguiste)
Pour les articles homonymes, voir Robert Bouchard et Bouchard.
Robert Bouchard, né le 1er juin 1947 , agrégé de lettres modernes, est professeur émérite à l'Université Lyon II en didactique des langues (français comme langue étrangère, seconde et maternelle), ses travaux portent en outre sur le processus de production écrite et les interactions verbales.

## Œuvres
Publications académiques
- Interactivité, interactions et multimédia : Rencontres en didactique des langues, coordonné par Robert Bouchard et François Mangenot, Lyon : ENS éditions, 2001. (OCLC 49806768)[2]
- Interaction et discursivité, Atelier national de reproduction des thèses, 1990
  - 1. Analyse des interactions orales : sciences du langage, didactique des langues et didactique du français
  - 2. Analyse et enseignement des discours écrits : sciences du langage, didactique des langues et didactique du français
- Le processus rédactionnel : Écrire à plusieurs voix, coordonné par Marie-Madeleine de Gaulmyn, Robert Bouchard et Alain Rabattel, L'Harmattan, 2001. (OCLC 48674163)  (ISBN 2-7475-0883-8 et 978-2-296-22783-5)
- Interactions : les échanges langagiers en classe de langue, Grenoble : Centre de Recherche sur l'Édition, 1984. (OCLC 11979763)
- Regards sur la lecture : textes et images, Grenoble : Ellug, 1989. (OCLC 26255311)
- Quel oral enseigner : cinquante ans après le Français fondamental ? coordonné par Claude Cortier et Robert Bouchard, Clé international, 2008  (ISBN 978-2-09-037115-4) Recherches et applications no 43
- Didactiques de l'écrit et nouvelles pratiques d'écriture, coordonné par Robert Bouchard et Latifa Kadi, Clé international, 2012  (ISBN 978-2-09-037124-6) Recherches et applications no 51
- L'apport des centres de français langue étrangère à la didactique des langues (actes du colloque international pour le centenaire des étudiants étrangers, 26-28 septembre 1996, Centre universitaire d'études françaises Université Stendhal Grenoble III) ; numéro dirigé par Dominique Abry et Robert Bouchard, Presses universitaires de Grenoble, 1999